# Artoria hospita
Artoria hospita es una especie de araña araneomorfa del género Artoria, familia Lycosidae. Fue descrita científicamente por Vink en 2002.
Habita en Nueva Zelanda.